# Сорока Віктор Романович
Сорока Віктор Романович (1930—2002) — український біохімік, колишній завідувач кафедри біологічної хімії Донецького національного медичного університету ім. М. Горького, доктор медичних наук, професор, заслужений діяч науки і техніки України, академік Академії наук національного прогресу України, Академії екологічних наук України, Нью-Йоркської академії наук.

## Науковий доробок
Автор понад 730 наукових праць, 32 з яких — з педагогіки в вищій школі.
Під його керівництвом виконано 13 докторських і 77 кандидатських дисертацій.

## Інтернет-ресурси
- Кафедра біологічної хімії Донецького національного медичного університету
- Основные направления работы кафедры химии, дисциплины «Биоорганическая и биологическая химия»

| українська персоналія | Це незавершена стаття про особу, що має стосунок до України. Ви можете допомогти проєкту, виправивши або дописавши її. |